# Адам Петроуш
Адам Петроуш (чеськ. Adam Petrouš, нар. 19 вересня 1977, Прага) — чеський футболіст, що грав на позиції захисника. Відомий за виступами за низку чеських та закордонних клубів, зокрема за клуб «Славія», у складі якого ставав чемпіоном Чехії та триразовим володарем Кубка Чехії, а також у складі національної збірної Чехії.

## Клубна кар'єра
Адам Петроуш народився 1977]] року в Прагзі, та є вихованцем футбольної школи клубу «Славія». Дорослу футбольну кар'єру розпочав 1996 року в основній команді того ж клубу, в якій грав до 2004 року, за виключенням нетривалої оренди в празькому «Богеміансі», взявши участь у 152 матчах чемпіонату. За цей час у складі команди став чемпіоном Чехії, та тричі виборював титул володаря Кубка Чехії.
У 2004 році Петроуш став гравцем казанського «Рубіна», проте за короткий час клуб віддав його в оренду до віденської «Аустрії», після чого чеський футболіст повернувся в 2005 році на батьківщину до празької «Спарти», де вже не був гравцем основи. З початку 2006 року Петроуш грав у турецькому клубі «Анкараспор», а в сезоні 2007—2008 років знову грав на батьківщині за клуб «Слован», який у 2008 році віддав футболіста у піврічну оренду до німецького «Ерцгебірге Ауе». У кінці 2008 року Петроуш перейшов до австрійської команди «Адміра-Ваккер», де виходив на поле вкрай рідко, і в 2009 році нетривалий час грав у складі чеського клубу «Вікторія» (Жижков), після чого завершив виступи на футбольних полях.

## Виступи за збірні
Протягом 1998—2000 років Адам Петроуш залучався до складу молодіжної збірної Чехії. На молодіжному рівні зіграв у 24 матчах, зокрема брав участь у молодіжному чемпіонаті Європи 2000 року.
У 2000 році Петроуш грав у складі олімпійської збірної Чехії, та брав участь у футбольному турнірі на Олімпійських іграх 2000 року у Сіднеї.
У 2002 році футболіст дебютував у складі національної збірної Чехії, проте протягом 2002—2003 років зіграв у її складі лише 4 матчі, в яких забитими м'ячами не відзначився.

## Титули і досягнення
- Чемпіон Чехії (1):

«Славія»: 1995–1996
- Володар Кубка Чехії (3):

«Славія»: 1996–1997, 1998–1999, 2001–2002